# 代化镇
代化镇，是中华人民共和国贵州省黔南布依族苗族自治州长顺县下辖的一个乡镇级行政单位。
2014年2月14日，贵州省人民政府批复同意长顺县部分乡镇行政区划调整，新设置的代化镇辖原代化镇、睦化乡，镇人民政府驻代化社区。

## 行政区划
代化镇下辖以下地区：
代化村、朱场村、打朝村、斗省村、睦化村、麻响村、纳傍村和斗蓬冲村。